# CUSUM-тест
CUSUM-тест (сокр. от англ. CUmulative SUM — «кумулятивная сумма») — применяемый в эконометрике статистический тест для проверки стабильности параметров модели на всей выборке. Тест основан на так называемых рекурсивных остатках.
Тест предложен Брауном, Дарбином и Эвансом в 1975 году.

## Рекурсивные остатки
Данный тест использует так называемые рекурсивные остатки, которые получаются при использовании рекурсивного метода наименьших квадратов. Уже изучение самих рекурсивных остатков позволяет делать выводы о стабильности параметров модели, так как математическое ожидание их при стабильности модели равно нулю, а стандартное отклонение — стандартной ошибке модели.

## Сущность и процедура теста
Статистика теста определяется следующим образом:
{\displaystyle CUSUM_{t}={\sum _{r=k+1}^{t}w_{r}}/{s}~,~~t=k+1,...,n}
где {\displaystyle k} — количество параметров модели, {\displaystyle s} — стандартная ошибка модели.
Если параметры модели стабильны, то математическое ожидание этой величины равно нулю для всех {\displaystyle t}. Соответственно, можно построить доверительные границы в виде ограничивающих линий на графике. Для 5%-го уровня значимости доверительные границы получаются путём соединения двух точек:
{\displaystyle k\pm 0.948{\sqrt {n-k}}~,~n\pm 3\cdot 0.948{\sqrt {n-k}}}
Если график статистики выходит за пределы линий, то параметры модели, вероятно, являются нестабильными — необходимо либо изменить модель, либо разделить выборку на однородные подвыборки.

### Квадратический CUSUM (CUSUM-SQ)
Кроме теста кумулятивных рекурсивных остатков, используется также тест, основанный на кумулятивной сумме квадратов рекурсивных остатков, статистика которого имеет вид:
{\displaystyle CUSUMSQ_{t}={\sum _{r=k+1}^{t}w_{r}^{2}}~/{\sum _{r=k+1}^{n}w_{r}^{2}}}
Математическое ожидание этой статистики равно {\displaystyle {\frac {t-k}{n-k}}}. Доверительные границы строятся на основе специальных таблиц критических значений.